# والدبرون
والدبرون (به آلمانی: Waldbronn) یک شهر در آلمان است که در کارلسروهه واقع شده‌است. والدبرون ۱۲٬۳۴۰ نفر جمعیت دارد.

## خواهرخوانده
شهرهای اشتات‌ایلم و مونماوت خواهرخوانده‌های والدبرون هستند.